# 西馬馬六甲寺

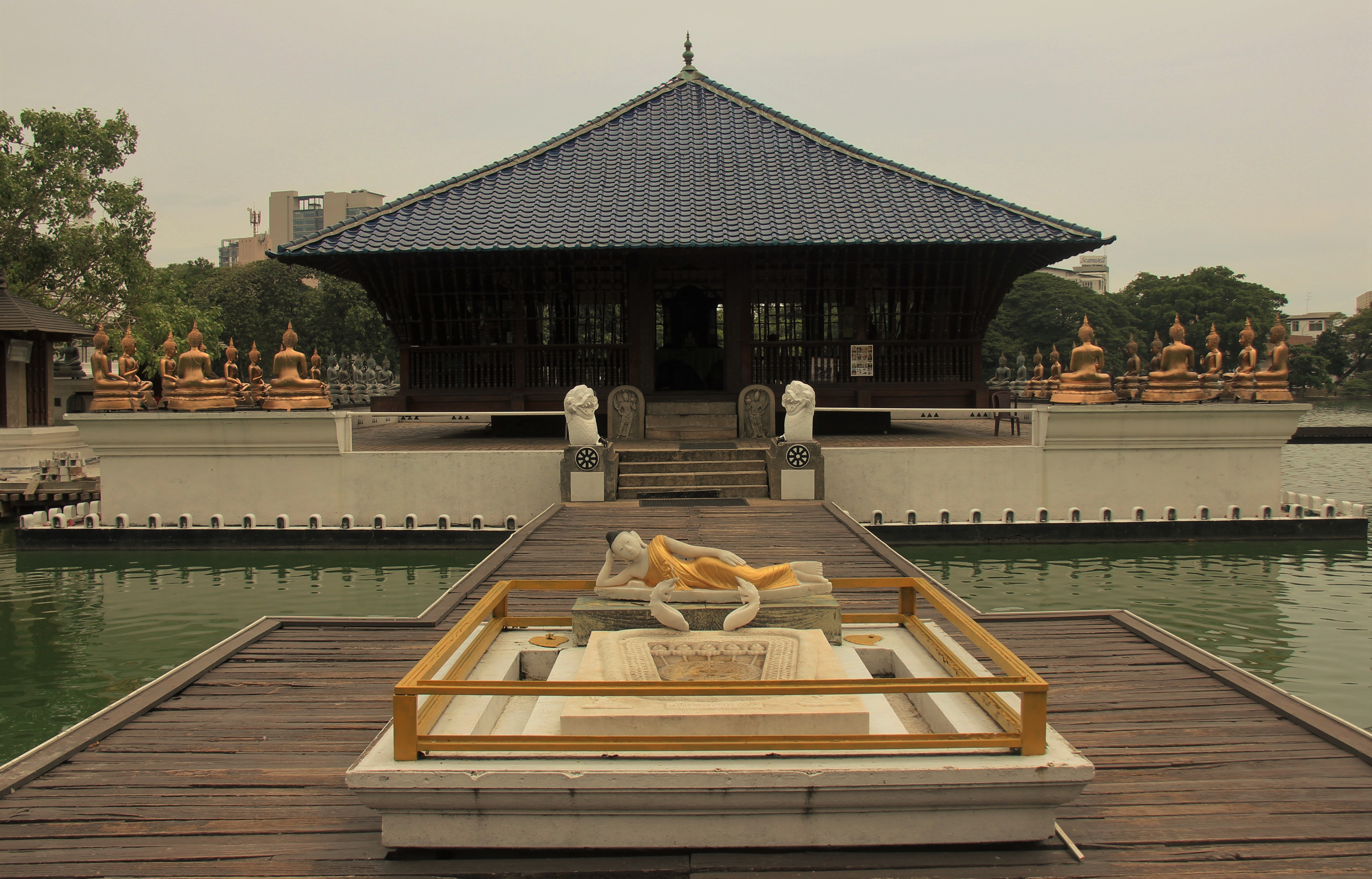
西馬馬六甲寺

西馬馬六甲寺（羅馬化：Seema Malaka）也被稱為水中寺，是斯里蘭卡可倫坡的一座佛寺，主要用於禪定和休息，而不是用於敬拜。該廟位於貝拉湖中央，最初建於19世紀末。由於原始結構在1970年代慢慢沉入水中。1976年由斯里蘭卡建築師傑佛瑞·巴瓦重新設計新建築。這座寺廟建在三個水上平台上，這些平台與土地相連，並通過浮橋相互連接。